# Lyons-la-Forêt
Lyons-la-Forêt és un municipi francès situat al departament de l'Eure i a la regió de Normandia. L'any 2007 tenia 759 habitants.

## Demografia

### Població
El 2007 la població de fet de Lyons-la-Forêt era de 759 persones. Hi havia 318 famílies de les quals 120 eren unipersonals (68 homes vivint sols i 52 dones vivint soles), 89 parelles sense fills, 77 parelles amb fills i 32 famílies monoparentals amb fills.
La població ha evolucionat segons el següent gràfic:
Habitants censats

### Habitatges
El 2007 hi havia 489 habitatges, 326 eren l'habitatge principal de la família, 110 eren segones residències i 52 estaven desocupats. 397 eren cases i 92 eren apartaments. Dels 326 habitatges principals, 174 estaven ocupats pels seus propietaris, 138 estaven llogats i ocupats pels llogaters i 14 estaven cedits a títol gratuït; 22 tenien una cambra, 28 en tenien dues, 59 en tenien tres, 74 en tenien quatre i 143 en tenien cinc o més. 223 habitatges disposaven pel capbaix d'una plaça de pàrquing. A 167 habitatges hi havia un automòbil i a 124 n'hi havia dos o més.

### Piràmide de població
La piràmide de població per edats i sexe el 2009 era:
| Homes | Edats   | Dones |
| ----- | ------- | ----- |
| 0     | 95 o +  | 8     |
| 8     | 90 a 94 | 16    |
| 12    | 85 a 89 | 32    |
| 8     | 80 a 84 | 12    |
| 8     | 75 a 79 | 12    |
| 28    | 70 a 74 | 20    |
| 12    | 65 a 69 | 8     |
| 16    | 60 a 64 | 12    |
| 8     | 55 a 59 | 16    |
| 32    | 50 a 54 | 24    |
| 20    | 45 a 49 | 20    |
| 20    | 40 a 44 | 20    |
| 20    | 35 a 39 | 28    |
| 44    | 30 a 34 | 36    |
| 40    | 25 a 29 | 40    |
| 8     | 20 a 24 | 16    |
| 36    | 15 a 19 | 20    |
| 16    | 10 a 14 | 16    |
| 32    | 5 a 9   | 28    |
| 36    | 0 a 4   | 16    |

## Economia
El 2007 la població en edat de treballar era de 473 persones, 340 eren actives i 133 eren inactives. De les 340 persones actives 303 estaven ocupades (176 homes i 127 dones) i 37 estaven aturades (14 homes i 23 dones). De les 133 persones inactives 60 estaven jubilades, 31 estaven estudiant i 42 estaven classificades com a «altres inactius».

### Ingressos
El 2009 a Lyons-la-Forêt hi havia 346 unitats fiscals que integraven 765,5 persones, la mediana anual d'ingressos fiscals per persona era de 17.711 €.

### Activitats econòmiques
Dels 66 establiments que hi havia el 2007, 2 eren d'empreses alimentàries, 1 d'una empresa de fabricació d'altres productes industrials, 3 d'empreses de construcció, 13 d'empreses de comerç i reparació d'automòbils, 4 d'empreses de transport, 8 d'empreses d'hostatgeria i restauració, 6 d'empreses financeres, 4 d'empreses immobiliàries, 6 d'empreses de serveis, 13 d'entitats de l'administració pública i 6 d'empreses classificades com a «altres activitats de serveis».
Dels 18 establiments de servei als particulars que hi havia el 2009, 1 era una gendarmeria, 1 oficina de correu, 2 oficines bancàries, 1 taller de reparació d'automòbils i de material agrícola, 1 fusteria, 1 lampisteria, 1 electricista, 2 perruqueries, 4 restaurants, 2 agències immobiliàries i 2 salons de bellesa.
Dels 6 establiments comercials que hi havia el 2009, 1 era una gran superfície de material de bricolatge, 1 una botiga de menys de 120 m², 1 una peixateria, 2 botigues de roba i 1 una botiga de roba.
L'any 2000 a Lyons-la-Forêt hi havia 12 explotacions agrícoles que ocupaven un total de 810 hectàrees.

## Equipaments sanitaris i escolars
L'únic equipament sanitari que hi havia el 2009 era una farmàcia.
El 2009 hi havia una escola elemental integrada dins d'un grup escolar amb les comunes properes formant una escola dispersa.

## Poblacions més properes
El següent diagrama mostra les poblacions més properes.